# エドワード・カルビン・ケンダル
エドワード・カルビン・ケンダル（Edward Calvin Kendall、1886年3月8日 - 1972年5月4日）はアメリカ人の生化学者。副腎皮質ホルモンの構造と生物学的機能の研究により、タデウシュ・ライヒスタイン、フィリップ・ショウォルター・ヘンチとともに1950年度のノーベル生理学・医学賞を受賞した。コルチゾンの発見者としても知られる。

## 経歴
コネティカット州ノーウォーク出身。彼は1908年に学士号を、1909年に修士号を、1910年に博士号を、全てコロンビア大学で取得した。その後はミシガン州デトロイトのパーク・デイビス社（Parke, Davis and Co、当時はファイザーの子会社）に研究員として5ヶ月間赴任し、甲状腺の生化学に関する研究を行った。1911年から1914年までニューヨーク市のセント・ルーク病院で研究を続けた。1914年からはメイヨー・クリニックに勤務し、1951年プリンストン大学生化学科の名誉教授および客員教授に任命された。
ノーウォークにあるケンダル小学校は彼の名前にちなむ。

## 受賞歴
- 1949年 ラスカー・ドゥベーキー臨床医学研究賞
- 1950年 パサノ賞、レムセン賞、ノーベル生理学・医学賞
- 1952年 ジョージ・M・コーバー・メダル